# 300 років Давиду Гурамішвілі (монета)
«300 ро́ків Дави́ду Гурамішві́лі» — пам'ятна монета номіналом 2 гривні, випущена Національним банком України. Присвячена 300-річчю від дня народження Давида Гурамішвілі (1705—1792) — видатного грузинського поета, життя і творчість якого тісно пов'язані з Україною — у 1760 році оселився в Миргороді, де жив до смерті. Літературну діяльність Гурамішвілі розпочав у Грузії, але на повну силу його поетичний талант розкрився саме в Україні. Найвизначніший твір поета — автобіографічна збірка «Давитіані» (1787) створена в Україні, співчуттям до селян насичена забарвлена українським колоритом поема «Весела весна».
Монету введено в обіг 19 вересня 2005. Вона належить до серії «Інші монети».

## Опис та характеристики монети
| Номінал грн. | Метал      | Маса, грам | Діаметр, мм. | Якість виготовлення       | Гурт     | Тираж, штук |
| ------------ | ---------- | ---------- | ------------ | ------------------------- | -------- | ----------- |
| 2            | нейзильбер | 12,8       | 31,0         | спеціальний анциркулейтед | рифлений | 30 000      |

### Аверс
На аверсі монети зображено з'єднання двох національних орнаментів — грузинського та українського, яке символізує зв'язки та дружбу між народами, угорі півколом розміщено напис — «УКРАЇНА», під яким — малий Державний Герб України та рік карбування монети «20-05», унизу — «2/ГРИВНІ»; логотип Монетного двору Національного банку України.

### Реверс

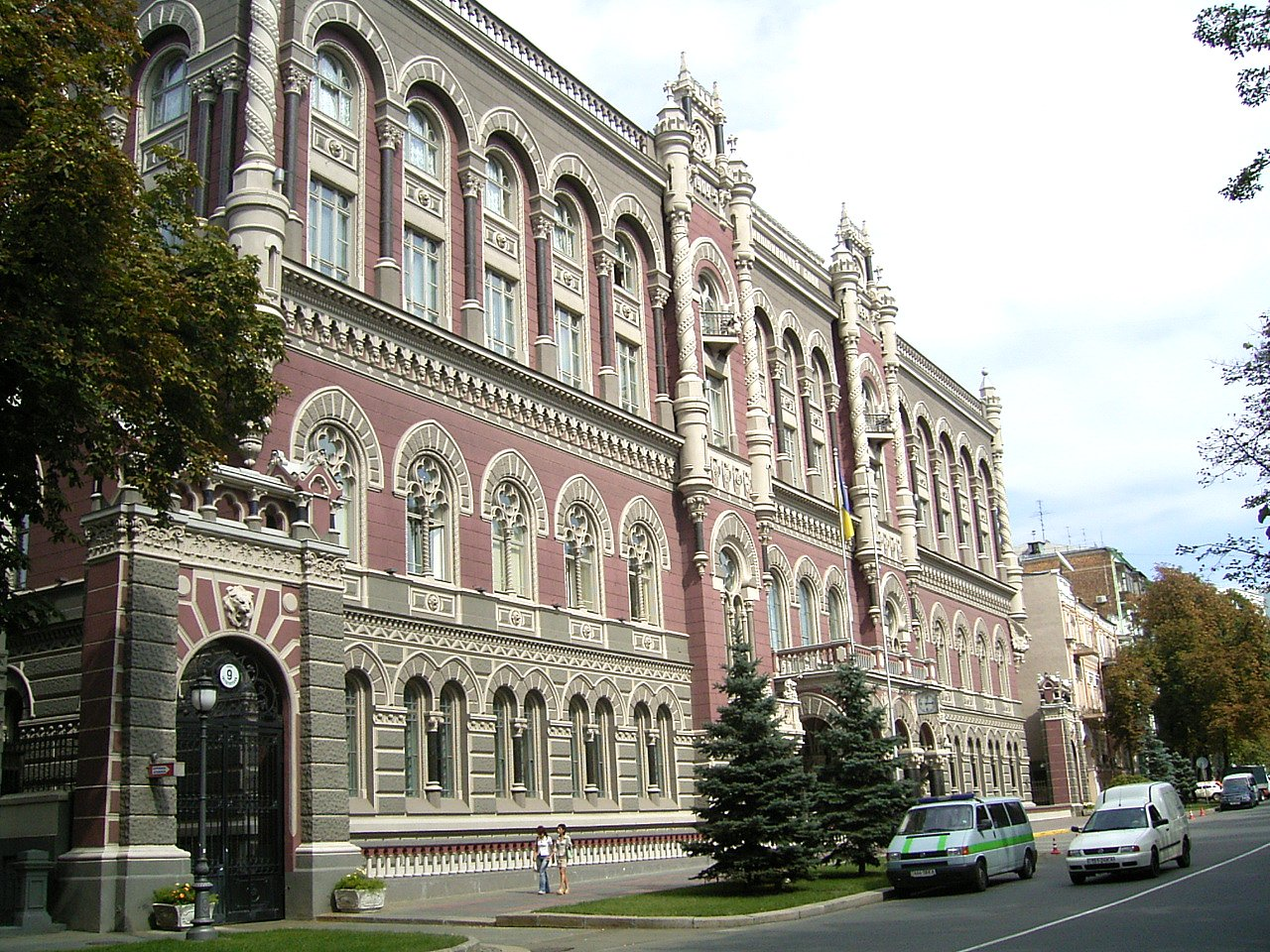
Будівля Національного банку України

На реверсі монети зображено профіль Давида Гурамішвілі на тлі стилізованого гірського грузинського краєвиду, на вершині однієї з гір якого розміщений храм, ліворуч і праворуч півколом — напис українською та грузинською мовами «ДАВИД ГУРАМІШВІЛІ», унизу — роки життя «1705/1792».

## Автори
- Художники: Таран Володимир, Харук Олександр, Харук Сергій.
- Скульптор — Атаманчук Володимир.

## Вартість монети
Ціна монети — 15 гривень, була зазначена на сайті Національного банку України 2011 року.
Фактична приблизна вартість монети, з роками змінювалася так:
| Рік        | 2010 | 2011 | 2012 | 2013 | 2014 | 2015 | 2016 | 2017 | 2018 | 2019 | 2020 | 2021 | 2022 | 2023 | 2024 | 2025 |
| ---------- | ---- | ---- | ---- | ---- | ---- | ---- | ---- | ---- | ---- | ---- | ---- | ---- | ---- | ---- | ---- | ---- |
| Ціна, грн. | 17   | 25   | 25   | 25   | 30   | 35   | 50   | 55   | 70   | 105  | 100  | 100  | 120  | 145  | 160  | 170  |